# クライム & ダイヤモンド
『クライム & ダイヤモンド』（原題: Who Is Cletis Tout?）は、2002年にアメリカ合衆国で公開された犯罪コメディ映画。

## ストーリー
とあるホテルの一室。詐欺師のフィンチは、「毒舌ジム」と名乗る殺し屋に椅子に縛りつけられていた。古い映画を愛するジムは、フィンチに対して「依頼人に引き渡すまでの間、俺を感動させられるような、面白い話をしてみろ」と無茶な要求をしてくる。そこでフィンチは、自らの過去を話し始めるのだった。
刑務所に収監されていたフィンチは、そこで窃盗犯のマイコーと親しくなる。マイコーは25年前に盗み出した大量のダイヤモンドをある場所に隠しており、二人で脱獄してダイヤモンドを再び手に入れようとする計画を立てるのだった。その後、脱獄は見事に成功。二人は別人の名を借りて、別々の暮らしを始め、ダイヤモンドを掘り出す時に再会しようと約束する。このときフィンチは、すでに死亡している男の名を借りることにするが、実はこの男はマフィアに命を狙われていた。こうしてフィンチは誤解からマフィアに追われる破目となり、しかもマイコーはその煽りを受けて射殺されてしまう。そこでフィンチは、マイコーの一人娘であるテスから、ダイヤモンドの隠し場所を聞き出そうとするが、事態は思わぬ方向に進んでいく。

## キャスト
| 役名                         | 俳優                     | 日本語吹替 |
| ---------------------------- | ------------------------ | ---------- |
| トレヴァー・アレン・フィンチ | クリスチャン・スレイター | 家中宏     |
| 毒舌ジム                     | ティム・アレン           | 手塚秀彰   |
| テス・トバイアス             | ポーシャ・デ・ロッシ     | 児玉孝子   |
| マイコー・トバイアス         | リチャード・ドレイファス | 秋元羊介   |
| ジンジャー・マーカム         | ルポール                 |            |
| マイク・サビアン医師         | ビリー・コノリー         |            |